# ليفايس
ليفي شتراوس وشركاءه.،المعروفة ب لي فايس (بالإنجليزية: Levi's)‏، هي شركة أمريكية خاصة معروفة بجميع أنحاء العالم بلي فايس العلامة التجارية للجينز. أسست في عام 1873.

## روابط خارجية
- ليفايس على موقع الموسوعة البريطانية (الإنجليزية)
- ليفايس على موقع قاعدة بيانات برودواي على الإنترنت (الإنجليزية)